# Agama mossambica
Espèce
Synonymes
- Agama cariniventris Peters, 1874
- Agama pawlowskii Chernov & Dubinin, 1946

Agama mossambica est une espèce de sauriens de la famille des Agamidae.

## Répartition
Cette espèce se rencontre au Zimbabwe, au Mozambique, au Malawi, en Zambie et en Tanzanie.

## Étymologie
Cette espèce est nommée en référence au lieu de sa découverte, le Mozambique.

## Publication originale
- Peters, 1854 : Diagnosen neuer Batrachier, welche zusammen mit der früher (24. Juli und 17. August) gegebenen Übersicht der Schlangen und Eidechsen mitgetheilt werden. Bericht über die zur Bekanntmachung geeigneten Verhandlungen der Königlich preussischen Akademie der Wissenschaften zu Berlin, vol. 1854, p. 614-628 (texte intégral).